# Suzumiya Haruhi no tsuisō
Suzumiya Haruhi no tsuisō (涼宮ハルヒの追想?, Suzumiya Haruhi no tsuisō, lett. "La reminiscenza di Haruhi Suzumiya") è un videogioco pubblicato dalla Namco Bandai per PlayStation 3 e PlayStation Portable il 12 maggio 2011 esclusivamente in Giappone, e basato sull'anime La malinconia di Haruhi Suzumiya. In particolar modo la storia del videogioco segue la storia del film Suzumiya Haruhi no shōshitsu.
La sigla di apertura del gioco è Bōken desho desho? (冒険でしょでしょ?? lett. "È un'avventura, vero, vero?") di Aya Hirano, la stessa della prima stagione della serie animata e del film.

## Trama
La storia del gioco si colloca cronologicamente subito dopo quella di Suzumiya Haruhi no shōshitsu e per qualche strano motivo viene saltato il giorno dedicato al festival culturale del liceo Kita, ovvero la scuola che frequentano i protagonisti. Kyon si ritrova così a vivere in un mondo alternativo e non può tornare in quello originale senza cercare di ripristinare il corretto svolgersi degli eventi. Per riuscire nell'impresa dovrà fare apparire degli speciali "segnalibri dimensionali", ovvero degli oggetti legati in qualche modo alla Brigata SOS, gruppo di cui faceva parte nell'altro universo assieme agli amici Haruhi, Nagato, Asahina e Koizumi. Con l'intenzione di tornare nel mondo originale, Kyon inizia un'avventura dalla durata di 48 ore per raccogliere tutti i "segnalibri dimensionali" e porre termine al suo confine spazio-temporale.

## Modalità di gioco
Il gameplay è quello di una classica visual novel, ma il sistema di gioco utilizza anche alcune impostazioni uniche a tema della serie da cui proviene. Il titolo procede fondamentalmente avviando delle conversazioni con gli altri personaggi e svolgendo delle azioni, così facendo lo spazio-tempo muterà a seconda delle opzioni selezionate. La diretta conseguenza di ogni scelta porterà ad affrontare un determinato percorso dello scenario che inizierà man mano a svilupparsi diversamente dagli altri. In alcuni casi sarà richiesto passare tra due differenti linee temporali per ottenere un determinato oggetto che si rivelerà utile per il proseguimento delle storia. Con il "segnalibro dimensionale" si potrà contrassegnare lo spazio-tempo attuale in qualsiasi momento e quindi si avrà la facoltà di tornare indietro quando lo si riterrà più opportuno, tuttavia il numero di questi segnalibri è limitato e li si potrà utilizzare maggiormente dopo le prime fasi del gioco, in particolar modo durante le scelte.
Sulla mappa del percorso si potranno analizzare le informazioni su come si sta ramificando lo spazio-tempo attuale così come sarà possibile vedere i luoghi in cui sono stati collocati i segnalibri. Si ha anche la facoltà di vedere i percorsi in cui non si è ancora andati, impedendo così che il giocatore possa rimanere bloccato durante la partita. Nel caso in cui non si sappia più come procedere, basterà controllare la mappa dedicata e selezionare le azioni e le conversazioni non ancora svolte oppure raggiungere i percorsi inesplorati per ottenere nuovi oggetti o indizi. In caso di successo, si passerà alla fase successiva. Sarà necessario avere a che fare con molti personaggi per fare conoscenza e amicizia, in modo tale da poter usufruire dei legami formati che torneranno utili successivamente, così facendo potrà acquisire un "segnalibro dimensionale". Quando si arriva ad un punto di non ritorno, apparirà Asashina del futuro che permetterà di saltare al "segnalibro dimensionale" salvato e ricominciare da capo.
Il gioco offre anche diversi bonus, quali la galleria degli eventi già vissuti, la possibilità di riprodurre la musica di sottofondo e rivivere una scena giocata precedentemente così come il suo finale. A quest'ultimi si aggiungono anche diversi minigiochi: Endless Fight, ovvero uno strategico in tempo reale in cui la Brigata SOS combatte contro i nemici che mirano alla stanza del loro club, Breakout Block invece vedrà il giocatore divertirsi a cambiare i costumi dei personaggi e infine è presente quello denominato Yuki's 365 nichi, che non è altri che un orologio giocattolo che mostra come Yuki trascorre i 365 giorni dell'anno.

## Accoglienza
Al momento dell'uscita, i quattro recensori della rivista Famitsū hanno dato un punteggio di 31/40 alla versione per PlayStation 3 e di 30/40 a quella per PSP. In particolar modo fu analizzata l'edizione per PS3 del gioco, che fu ritenuta interessante per il fatto che la storia cambiasse poco a poco riproducendo molte volte gli eventi nell'arco di due giorni. Altre caratteristiche positive erano le comode funzioni per rivivere gli eventi, così come la possibilità di saltare i dialoghi già letti in passato. Un elemento che invece venne ritenuto scomodo fu il ridotto numero di destinazioni in cui il giocatore poteva reindirizzare il protagonista Kyon. Vennero apprezzate le espressioni facciali dei personaggi, le quali cambiavano spesso, così come la grafica molto bella, inoltre l'atmosfera della serie originale era ricreata fedelmente. La ricerca di nuovi percorsi e oggetti era molto facile grazie al segnalibro dimensionale di cui era dotato il giocatore. Anche la funzione del salto temporale si rivelava sostanziale, rendendola comoda anche nella riproduzione in loop. Anche i minigiochi erano divertenti e davano soddisfazioni. I fan della saga potevano godersi una versione alternativa del mondo visto nel film Suzumiya Haruhi no shōshitsu ed era divertente impiegare il segnalibro dimensionale per spostare l'asse del tempo in modo da impedire che la storia si ripetesse nello stesso identico modo. Nonostante intrattenesse molto bene il compito di posizionare i segnalibri nei vari scenari, erano presenti anche alcune parti più difficili, dove si era impossibilitati a ricominciare dall'inizio la giornata in corso. Fu considerato un difetto la mancata possibilità di selezionare una fase dopo la cancellazione degli eventi ad essa correlata ma nonostante ciò il gioco si rivelava un omaggio originale a quanto visto nel film del 2010.
Taku Kihara del sito web GAME Watch analizzò a sua volta la versione per PS3 definendola irresistibile per i fan della serie La malinconia di Haruhi Suzumiya in quanto mostrava una storia originale collegata al lungometraggio Suzumiya Haruhi no shōshitsu. Kihara lodò che quasi ogni scena era caratterizzata dalla voce dei doppiatori, così come la qualità HD delle immagini. Fu molto apprezzato il minigioco Endless Fight, ovvero uno strategico in tempo reale ben realizzato che aveva un fascino tale da far dimenticare la storia principale. Un'altra caratteristica degna di nota era la possibilità di scambiare i dati di salvataggio tra le versioni PS3 e PSP, che consentivano di giocare al videogioco in ogni forma e che entrambe le edizioni sarebbero piaciute ai fan. Un altro elemento particolare era la possibilità di saltare la lettura delle fasi già vissute e il registro. Siccome vi era il modo di usufruire del salto spazio-temporale, non era necessario salvare in ogni punto di diramazione e perciò caricare e riavviare la partita se si trattava dello stesso identico percorso, quindi il gameplay era adatto anche ai principianti del genere avventura, i quali sarebbero riusciti a giocarci facilmente. La mappa del percorso consentiva di controllare la diramazione del percorso e il luogo in cui si potevano prendere gli oggetti necessari al proseguimento della storia, dove inoltre si poteva vedere a colpo d'occhio dove si sarebbe verificata la ramificazione e perciò consentiva di giocare senza alcuna esitazione. In conclusione, la longevità, il livello di contenuti, i minigiochi (in particolar modo quello di Endless Fight) andavano a formare un gioco semplice ma allo stesso tempo profondo. Sul sito PlayStation mk2 il gioco detiene un punteggio di 62 su 100.

### Vendite
Nei primi tre giorni nei negozi, il videogioco ha venduto 33 784 copie in Giappone, 18 831 nella versione per PlayStation 3 e 14 953 nella versione per PSP.